# Sūra

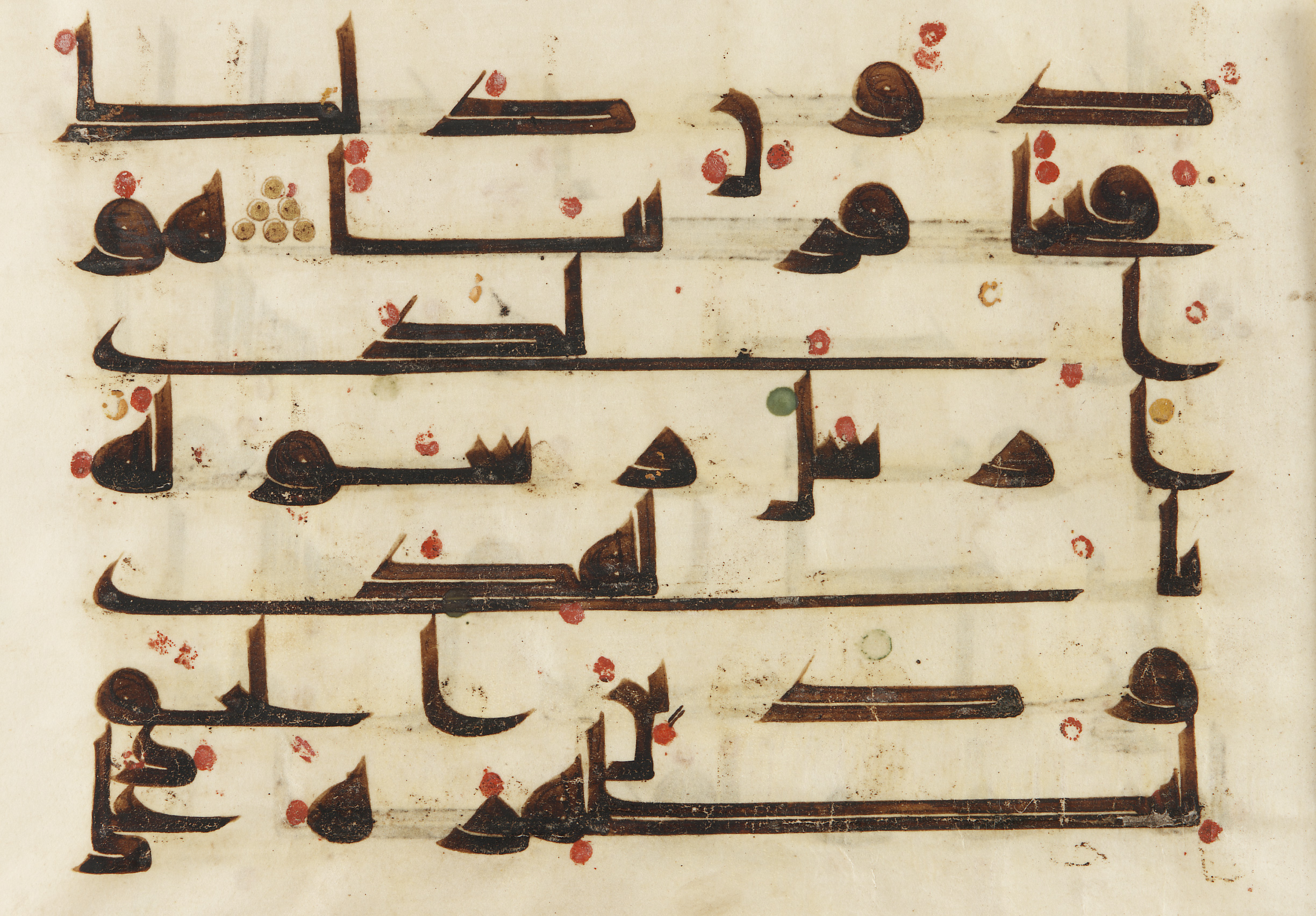
Un brano della sūrat al-fatḥ (n. XLVIII) di un antico Corano

Nel Corano, la sūra (in arabo سورة‎? 'sura', impropriamente 'capitolo'; plurale سور, suwar, 'sure') è ognuna delle centoquattordici ripartizioni del Libro; ogni sūra, a sua volta, si divide in āyāt ('segni', 'miracoli') o versetti.
Le sure non seguono un ordine cronologico (la data di rivelazione), ma sono disposte – all'incirca – secondo un ordine di lunghezza decrescente (tolta la sūra iniziale, L'Aprente, di soli sette versetti); la seconda sūra, al-Baqara, con i suoi 286 versetti è quella più lunga; fra le più corte (di soli tre versetti) se ne includono tre: le sure CIII (al-ʿAsr), CVIII (al-Kawthar) e CX (al-Nasr: l'ultima a essere stata rivelata a Maometto).

## Storia e interpretazione
Il libro del Corano, in un buon numero di sure, si presenta come fatto discendere da Dio (Allāh), nelle sure 3:4.7; 4:82; 6:114, 115-157; 7:2; 18, 1; 20:2-4; 21:50; 29:46-49; 32:2. In alcuni passi il sacro testo viene presentato come Madre del Libro, cioè il prototipo del Corano, che è già presso Allah, quasi una sorta di Parola Eterna proveniente da Allah, definito Unico (sure 13:39; 43:4; 56:77-78), parlando di come il Nome fosse già presente in altri testi, citando l'Antico Testamento e il Nuovo Testamento (sure 10:37; 12:111; 16:44).
Il testo non appare rivelato direttamente da Dio, ma trasmesso al profeta Maometto per un tramite angelico, né deve essere considerare opera umana o prodotto letterario, legato al genio di un autore umano, o di un artista poeta, e neppure da Maometto, il sigillo dei profeti, che lo avrebbe ricevuto e trasmesso agli uomini, grazie a un processo di memorizzazione costante. Per questo per i musulmani, il Corano è il "Libro" per eccellenza, composto di versetti sapienti e chiari, e fu rivelato a Maometto per mezzo dell'angelo Gibrāʾīl (sure 2:97; 26:210-211; 53:4-12). Per il suo carattere sacro non è possibile per l'uomo cambiare alcuna parola del testo stesso; esso svolge un ruolo fondamentale nella conoscenza di Dio, nella pratica del culto e nell'atteggiamento pratico del fedele musulmano. Infatti il Corano non è solo "luce e libro chiarissimo" (sure 5:15; 11:1; 12:1; 15:1; 26:2), ma è anche il criterio per discriminare il Bene dal Male (sure 3:4; 25:1), e la guida di Dio (sure 7:2013; 39:23).

### Le Sure: le medinesi e le meccane
Aprendo il testo sacro, ci si accorge che esse sono elencate in ordine decrescente, dall'Aprente (piuttosto breve, recitante solo la formula Nel nome di Allah il Clemente, il Misericordioso), alla più lunga, ossia La Vacca (sura II), sino all'ultima, di appena pochi versetti. Questo sistema di catalogazione fu forse favorito dal fatto che le sure lunghe sono le più difficili da ricordare a memoria, e che quindi occorreva trascriverle e recitarle fin da subito.
Gli studiosi hanno trovato invece utile la divisione cronologica, distinguendo tra sure "meccane" e "medinesi", e oggi la critica occidentale riprende le più diverse teorie per il raggruppamento delle sure. In linea generale, si tende a seguire questa suddivisione cronologica, le sure rivelate alla Mecca dall'inizio della missione del Profeta (610 d.C.) fino all'Egira del 622, età del pellegrinaggio dalla Mecca a Medina, ossia le sure rivelate negli ultimi dieci anni di vita di Maometto, sino al 632 d.C. Ci sono tuttavia altre classificazioni:
- Sure del primo periodo alla Mecca (610-14): sono una ventina, le più brevi, e presentano versetti sincopati, ritmati, che invitano alla penitenza, annunciano il castigo e il Giorno del Giudizio, e proclamano l'unità e l'unicità con Dio. Oltre a descrivere i tormenti per l'Inferno, sono narrate anche le delizie per chi vivrà nel Paradiso.
- Sure del secondo periodo meccano (615-16): insistono sull'ora della Resurrezione e del Giudizio, accentuano la polemica con i miscredenti. La sura 27, denominata "Le formiche" (al-Naml) dopo una breve introduzione che riafferma l'autenticità del Corano, e la ripartizione delle storie dei personaggi e dei profeti antichi, biblici e leggendari, ripropone il tema del Giudizio Finale (versi 59-93), afferma il carattere imprevedibile dell'ora del Giudizio, e descrive la bestia dell'Apocalisse.
- Sure del terzo periodo meccano (617-20), sviluppano il tema dell'unità-unicità-onnipotenza di Allah, offrendo precisazioni circa la preghiera rituale, la decima, le interdizioni alimentari. Ritorna anche il tema dell'accusa verso i miscredenti, per esempio la sura 42 (La consultazione), dopo aver riproposto nella prima parte il concetto fondamentale di fede coranica, si sofferma sull'ora del Giudizio, sulla bontà e la giustizia Divina, sulla condotta dei credenti e sulla punizione dei miscredenti.

Le "sure medinesi" hanno un tono molto diverso dalle altre, in esse prevale l'aspetto giuridico, normativo, legislativo, nonché questioni rituali e amministrative per il fedele musulmano. Per esempio il caso della dichiarazione dell'Illiceità, dalla sura 66 (Interdizione - al-Tahîm). I primi cinque versetti di questa sura riprendono il caso di un intrigo nel gineceo del Profeta. Il personaggio chiave è una delle mogli di Maometto, Hafsa bint Umar, la quale entrando nella propria stanza, trovò Maometto insieme a un'altra ragazza di origini copte, donatagli dal governatore d'Egitto. La giovane era Maria "la Copta". Hafsa protestò, e Maometto le giurò di non avere più legami con quella ragazza, anche se il Profeta si fece promettere di non parlarne con le altre mogli. Le altre mogli seppero ben presto del fatto, sicché Maometto minacciò Hafsa di divorzio, introducendo questa pratica come legittima nell'ambito della tranquillità diffusa fra le donne del Profeta.
Gli studiosi hanno analizzato anche la datazione delle sure, disponendole in ordine cronologico:
- Primo periodo meccano: contestazione globale dell'ordine stabilito, rivendicazione della giustizia sociale contro i mercanti e i ricchi notabili della Mecca, che disprezzavano i poveri, gli orfani, gli emarginati. Segue ancora una denuncia del Profeta contro l'usura, l'agnosticismo, e una predicazione escatologica, con riferimenti alla Risurrezione. La sura 96 detta "Il grumo di sangue" è considerata dalla tradizione come la prima rivelata a Maometto (versi 1-5), i versetti seguenti contengono la polemica contro il nemico, ossia il notabile meccano Abū l-Ḥakam, soprannominato dai musulmani "Padre dell'ignoranza" (Abu Jahl); in seguito la sura afferma la bontà divina e la pervicacia umana. Di forte impegno per il profeta, è il secondo periodo.
- Secondo periodo meccano: Maometto predica per il Paese il nuovo messaggio, i capitolo si presentano con versi in prosa ritmata, metafore e parabole orientaleggianti, invece le sure del primo periodo sono brevi e con accenti nervosi e secchi della paratassi, come si può vedere nella differenza tra le due sure 111 e 76:

(Sura 111, 1-5)
(Sura 76, 1-4)
La 111 si chiama "Le fibre di palma" ma riceve il nome dal passo in cui è citato in tono denigratorio il nemico di Maometto, ossia suo zio, il cui vero nome non era "Padre della fiamma, o dell'ignoranza" (Abū Lahab), bensì 'Abd al-ʿUzzâ. La sura 76 è detta "L'uomo o Il tempo", la prima parte descrive il castigo dei dannati e la felicità dei beati, la seconda insiste sul dovere della preghiera e riafferma il dominio assoluto di Dio.
Nelle altre sure di questo secondo periodo, Maometto racconta varie storie esemplari di profeti e di popoli increduli, che hanno patito i Suoi castighi per non averli riconosciuti. Si riallaccia poi a una preesistente tradizione biblica (ossia parlando di Abramo, Noè, Isacco, Giacobbe e altre profeti, poi anche dei personaggi dei Vangeli, di Zaccaria (Nuovo Testamento) e San Giovanni Battista), ricordano la figura di Gesù visto come Messia, e di Maryam (la Vergine Maria), per terminare la sura con la diatriba violenta, ossia che le storie dei profeti servono per giustificare l'operato di Maometto.
Sufficiente considerare la Sura 54 (La Luna) che si colloca tra la fine del primo periodo meccano e l'inizio del secondo, il grande prodigio della luna che si spacca, permettendo ai fedeli di considerare i segni di Dio del passato, come nel caso dei prodigi di Noè, di Lot e di Faraone e Mosè.
- Terzo periodo meccano: la sequenza tematica ha i toni aspri, sono vere e proprie omelie con esordi edificanti, parentesi, esortazioni, perorazioni minacciose e accese, rimproveri, e si allarga il contenuto della predicazione.

### Il termine "sūra"
Proverrebbe dal termine ebraico che significa "serie", dai vari versetti rivelati. La tradizione delle versioni del Testo vuole che ogni sura fosse stata contrassegnata da un titolo evocativo, tratto da una parola del contenuto che individua il suo punto saliente: la Sura 2, al-Baqara, ossia "della giovenca o della vacca", sarebbe così definita dai successivi esegeti in riferimento alla giovenca che Mosè ordinò agli ebrei di sacrificare (versetti 17-19), la Sura 3 è detta "La Famiglia di ʿImrān", perché nel verso 33 si estende sui casi di quella dinastia. La Sura 1 "al-Fātiḥa" (l'Aprente) è il titolo dell'inizio del Testo. Per la recitazione ripetitiva della formula invocativa dell'Aprente, l'intero Corano è racchiuso nella Fātiḥa, contenuta nella Basmala, ossia l'invocazione del nome di Allāh, "Clemente, Misericordioso"; tutta la Basmala è contenuta nella lettera bâ', e ogni raccolta nella bâ sarebbe contenuta nel minuscolo punto diacritico sottostante che serve per scriverlo.
Alcune delle 114 sure iniziano con lettere o gruppi di lettere, di cui né i fedeli né gli orientalisti hanno saputo decifrare il significato, forse simbolico. Ci sono poi quattro sure che prendono il titolo da queste misteriose notazioni (le sure 20, 36, 38 e 50). Ogni sura è divisa in versetti, o segni (āyāt): sono i segni con cui Allah fornisce prova della Sua esistenza e potenza. Per questo il Corano, per i musulmani, è segno dell'Onnipotenza divina. La divisione in versetti ha subito diverse variazioni e la loro numerazione è variabile nelle diverse edizioni critiche, così come il titolo di ogni sura.
Il testo non obbedisce a una precisa cronologia lineare del racconto, fra la prima e l'ultima sura, ma le diverse sure sono tra loro autonome, e ciascuna corrisponde a un preciso momento della Rivelazione, e rappresenta un elemento a sé stante. Non si può definire con certezza che il testo attuale sia perfettamente conforme a quello dell'epoca islamica, la configurazione delle sure è legata alla concezione che il Corano ha della scrittura. Inoltre i raccoglitori delle sure hanno cercato di sistemare il materiale lì dove poteva esserci una continuità di fondo. Tuttavia non è sempre così, poiché nell'aggiungere le sure a parti precedenti, o nell'integrare materiali in sure già ordinate, non appare come può vedersi, un ordine logico. Resta difficile pronunciarsi sull'ampiezza delle sure e sulle aggiunte, essendo i musulmani ostili a modificare la composizione originaria del testo, così come esso è stato normato all'epoca di al-Ḥajjāj b. Yūsuf.
Il Corano inoltre obbedisce alla logica della narrazione mitica, fondata sull'idea dell'eterno ritorno, che ne rappresenta un paradigma essenziale. Nella Rivelazione, infatti, Dio ricorda spesso agli uomini che un giorno ritorneranno a Lui, in tal senso il racconto mitico non è alternativo alla storia, ma ne rappresenta un prolungamento. Il termine "sura" non è associabile a "capitolo", in quanto per il musulmano il primo termine significa "disposizione armonica di pietre", a differenza della classica suddivisione di un'opera letteraria.

### Traduzioni del Corano
Il Testo è stato fatto oggetto di numerose traduzioni da parte degli storici Tafsīr, e di esegeti musulmani sin dai primi tempi. Viene recitato mediante la melodia, la traduzione più che altro, per gli occidentali, servirebbe come strumento di analisi critica e comprensiva, benché il concetto stesso di traduzione venga rifiutato dal musulmano che accetta soltanto l'uso dell'arabo (Sura 26), perché stravolge la Parola divina.
In Italia la prima edizione ufficiale del Corano, anche se con errori, avvenne nel 1547 a Venezia per mano di Andrea Arrivabene, con l'aiuto del canonico Marco da Toledo, che aveva compilato una precedente traduzione nel 1213. Dato che la prima traduzione era ricca di manomissioni personali e interpretative, la nuova traduzione critica fu effettuata nel 1929 da Luigi Bonelli, fino ad arrivare a quella dello storico dell'islam Alessandro Bausani nel 1955, poi la traduzione del 1967 a opera dell'orientalista Martino Mario Moreno per la Rizzoli.

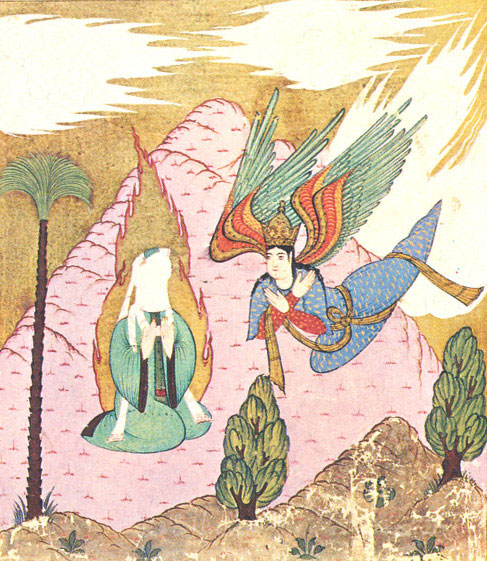
Maoemetto e l'arcangelo Gabriele

Oggi una delle traduzioni preferite dai convertiti musulmani italiani, per l'affermata sua vicinanza al testo originario, è quella del 1994 di Hamza Roberto Piccardo, all'epoca segretario dell'UCOII, arricchita da note esplicative. L'edizione è stata rimaneggiata nel 2012 con integrazioni di note, è stata riconosciuta da specialisti dell'Arabia Saudita come l'unica traduzione italiana approvata dell'originale "Nobile Corano". L'approvazione dell'opera di Piccardo è dovuta al fatto che la traduzione verte più a sviscerare e riportare quanto più fedelmente possibile il messaggio Divino, piuttosto che concentrarsi sull'aspetto critico filologico dei precedenti orientalisti.
La seconda edizione italiana meglio conosciuta, anche se non approvata dai musulmani, è la traduzione di Alessandro Bausani edita nel 1961 dalla Sansoni e ristampata poi dal 1967 dalla Rizzoli, che non è sempre letteraria, concedendo spazio all'estetica della frase e all'interpretazione dello studioso. Una delle ultime traduzioni del Corano è del 2010, tradotta da Ida Zilio Grandi e curata da Alberto Ventura e da Mohammad Ali Amir Moezzi e stampata dalla Mondadori.

### Versetti
Essi sono specificati nella Sura 3, definiti "chiari, solidi", cioè di significato ben preciso, ma anche "allegorici", pur essendo riconosciuti sacri, e ammettono più varianti e interpretazioni, anche se il loro significato deve riguardare sempre e solo Allah. I versetti "espliciti" sono definiti "chiari" perché si prestano ad ambiguità o dubbi interpretativi, e derivano da uno dei 99 nomi di Allah (per esempio Il Sapiente, al-ḥakīm). Per i commentatori, questi versetti sono quelli che trattano di fondamenti dei riti, quelli che non implicano disparate interpretazioni, quelli che abrogano versetti precedenti, e quelli che sono la base esplicita della giurisprudenza islamica.
I versetti definibili "allegorici", presentano varie interpretazioni, relativi alle "lettere misteriose" premesse ad alcune sure, ai versetti "broganti e abrogati", a quelli apparentemente contraddittori, a quelli con termini che originano una doppia lettura. Nelle parabole raccontate, numerosi sono i riferimenti della Bibbia ebraica, e ai Vangeli cristiani, le sure si dilungano in discorsi sui doveri morali e legali, esortazioni, e apparterrebbero al periodo tardo dall'anno della Prima Rivelazione, sicché gli studiosi hanno pensato che queste sure trattino solo predicazioni e confutazioni delle opere sacre preesistenti, come l'Antico e il Nuovo Testamento, benché la voce parlante sia sempre quella di Allah tramite l'angelo Gabriele, e non di Gesù, come nei Vangeli.
Secondo i musulmani il Corano è "Parola di Dio increata"(perche la parola di Dio è increata e parte di lui perciò la sua parola è eterna, a non confondere con il corano fisico e le lettere,il significato e l'essenza di esso sono la sua parola ) e non venne quindi scritto da nessuno, l'originalità linguistica e letteraria ne rivela il carattere sovrannaturale, imposto mediante dettatura, dunque c'è un Corano celeste e nascosto (Umm al-kitāb), che diviene il modello o l'archetipo per la riproduzione in terra della stessa Rivelazione Celeste, dando vita, in termine filologico, al primo esemplare, da cui partiranno le varie famiglie dello stemma codicum interpretativo. Queste interpretazioni sono dovute al fatto che il testo era concepito per essere trasmesso in forma orale mediante ricorso alla musica, e solo successivamente sarebbe avvenuta la sua trascrizione.
Critica testuale sulla formazione e trasmissione del Corano
La formazione e la trasmissione del Corano sono state oggetto di studio sia da parte della tradizione islamica che della critica accademica occidentale. Secondo la tradizione islamica, il Profeta Muḥammad ricevette la rivelazione divina attraverso l'arcangelo Gabriele per un periodo di circa 23 anni. Durante la sua vita, le rivelazioni furono trasmesse oralmente e scritte su vari supporti come pergamena, ossa e foglie di palma. Muḥammad aveva diversi scribi, tra cui Zayd ibn Thābit, che annotavano il testo sotto la sua supervisione.
Alla morte del Profeta nel 632 d.C., il Corano non era raccolto in un unico volume, ma era memorizzato da numerosi compagni e preservato su supporti scritti. Durante il califfato di Abū Bakr (632-634 d.C.), su consiglio di ʿUmar ibn al-Khaṭṭāb, si decise di compilare il Corano in un'unica raccolta per evitare la dispersione del testo a seguito delle battaglie in cui alcuni memorizzatori (ḥuffāẓ) erano caduti. L'incarico fu affidato a Zayd ibn Thābit, che raccolse le varie parti della rivelazione in un volume unico basandosi sulle memorizzazioni dei compagni e su come il Profeta stesso recitava le sure, come egli aveva comandato.
Durante il califfato di ʿUthmān ibn ʿAffān (644-656 d.C.), si riscontrarono divergenze nella recitazione del Corano tra diverse comunità islamiche in espansione. Per evitare frammentazioni, il califfo incaricò una commissione, sempre guidata da Zayd ibn Thābit, di produrre una versione standard del testo, basata sulla raccolta di Abū Bakr. Copie di questa edizione ufficiale furono distribuite nei principali centri islamici e le varianti non conformi furono eliminate. Questo testo, noto come "muṣḥaf ʿUthmānī", è alla base del Corano che si recita oggi.
Critiche accademiche e analisi storica
Gli studi accademici moderni, basati su metodi di critica testuale e analisi storica, hanno sollevato diverse questioni sulla trasmissione del Corano. Alcuni studiosi occidentali, come John Wansbrough e Christoph Luxenberg, hanno ipotizzato che il testo coranico si sia sviluppato nel tempo attraverso un processo redazionale più lungo rispetto alla narrazione tradizionale islamica. Tuttavia, tali teorie sono ampiamente contestate dagli studiosi musulmani e da altri accademici che sostengono la storicità della raccolta coranica avvenuta nel primo secolo dell'Islam.
Studi recenti basati sull'analisi dei manoscritti antichi, come i frammenti coranici scoperti a Ṣanʿāʾ, indicano che il testo coranico ha subito alcune variazioni minori nella grafia e nella vocalizzazione, ma non alterazioni sostanziali nel contenuto. La presenza di letture multiple (qirāʾāt) è vista dagli studiosi musulmani come una ricchezza interpretativa e non come una prova di manipolazione testuale.
Le differenze nella recitazione derivano non da discrepanze testuali, ma dalle varie qirāʾāt (letture canoniche), che si sono sviluppate nei primi secoli dell'Islam. Due delle più diffuse sono quelle trasmesse da Ḥafṣ (morto nell'805 d.C.) su autorità di ʿĀṣim e quella di Warsh (morto nell'812 d.C.) su autorità di Nāfiʿ. Queste letture differiscono in alcune vocalizzazioni e pronunce, senza alterare il significato fondamentale del testo.
Il concetto di naskh (abrogazione) nel Corano è una disciplina interpretativa che riguarda la relazione tra versetti con apparente contrasto. Gli studiosi del tafsīr hanno discusso quali versetti siano da considerare abroganti o abrogati, ma il principio generale è che ogni rivelazione si inserisce in un contesto specifico. La Sura al-Nahl (16:125) enfatizza l'importanza della daʿwa con saggezza e buone esortazioni, mentre la Sura al-Tawba (9:29) si riferisce a un contesto di conflitti e trattati violati. Questi versetti non si contraddicono, ma rispondono a situazioni diverse.

## Elenco delle sure
Le trascrizioni in caratteri romani, i nomi in italiano e la ripartizione tradizionale rispondono alle norme che regolano Wikipedia per la lingua araba. Per il resto si è seguita la traduzione del Corano a cura di Hamza Roberto Piccardo.
In armonia con la suddivisione scelta, la sura LXXI (la n. 71) è l'ultima a essere stata rivelata nel periodo precedente l'Egira (alla Mecca); la sura XIV (la n. 72), invece, è la prima rivelata nel periodo seguente (a Medina).
| [ 7 ] |

| [ 7 ] |

## Galleria d'immagini

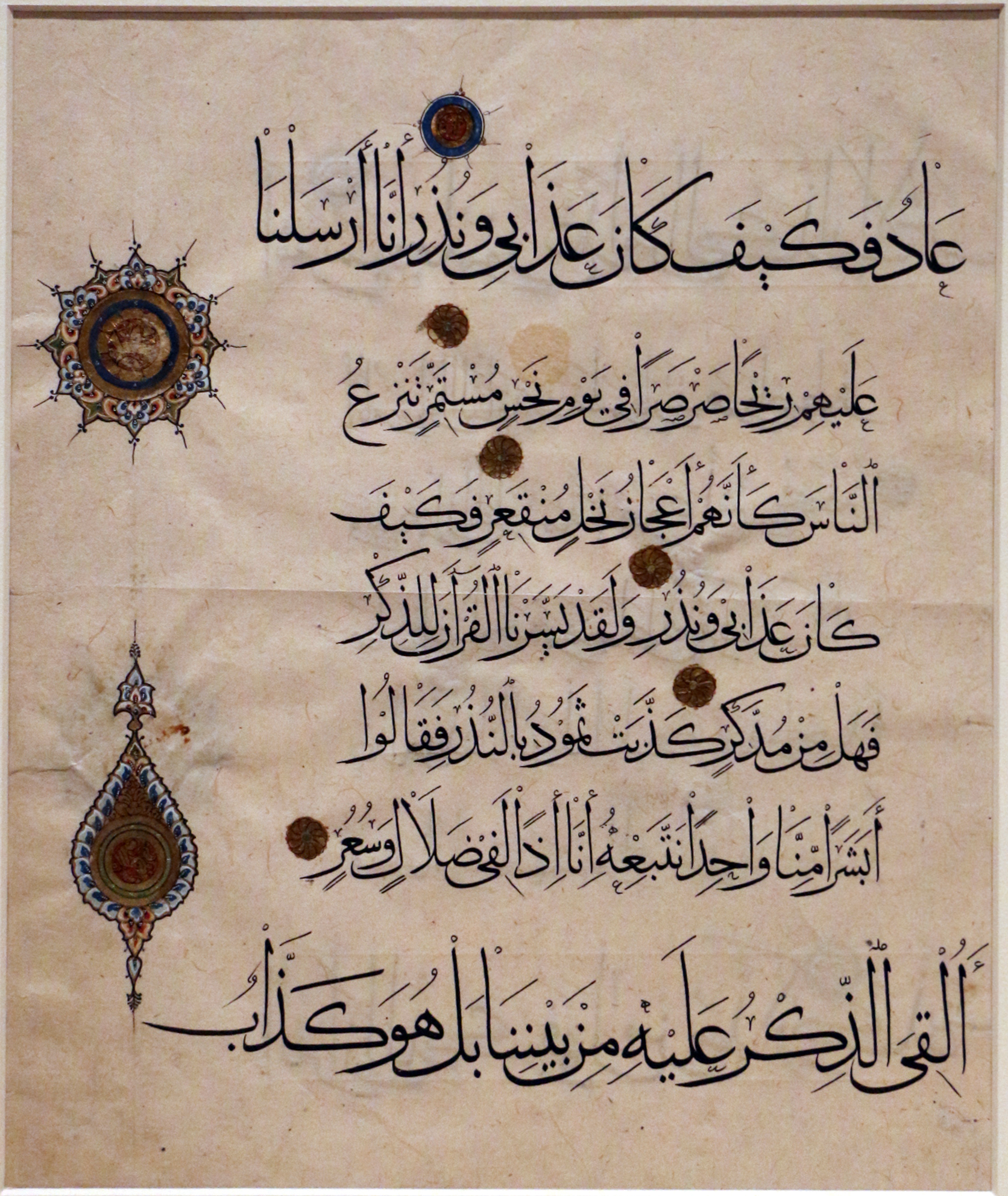
Manoscritto del XIII secolo del Corano
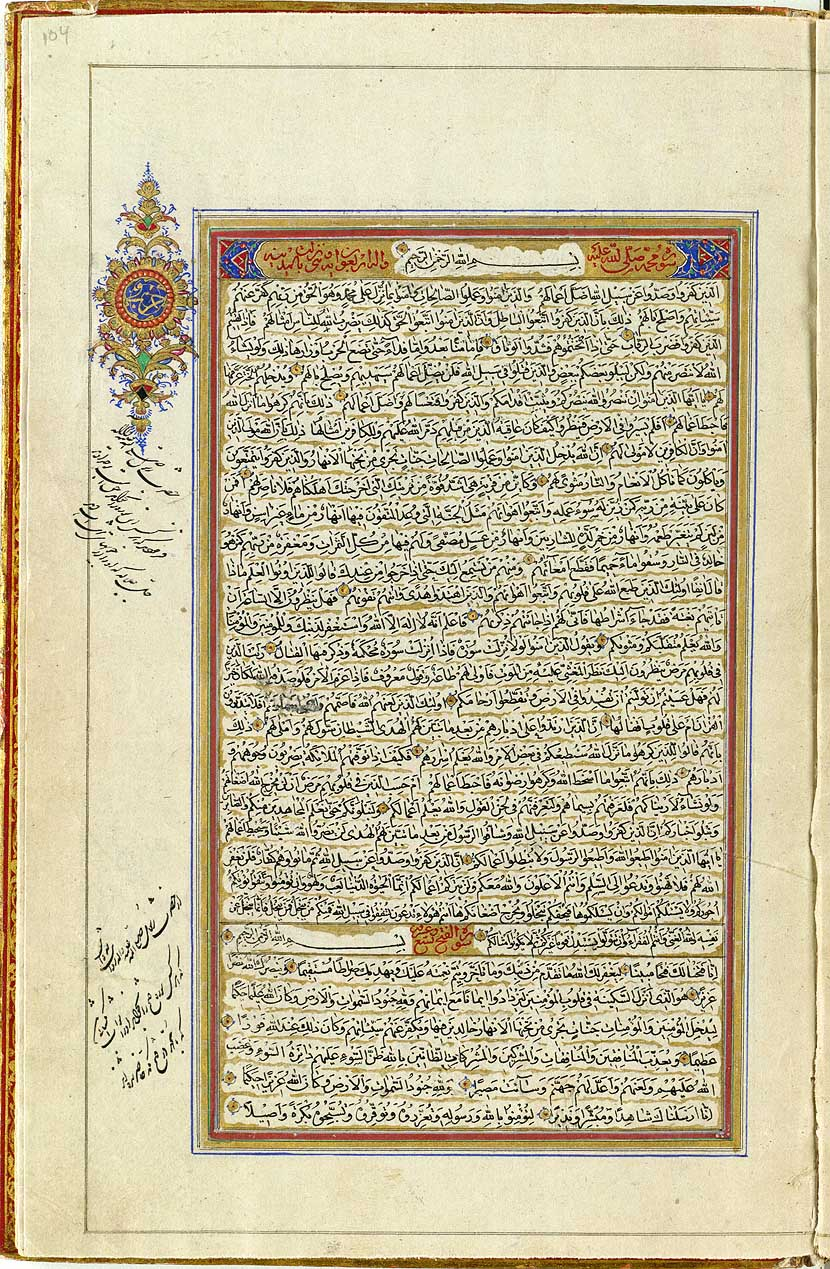
Una pagina di un'edizione del 1874
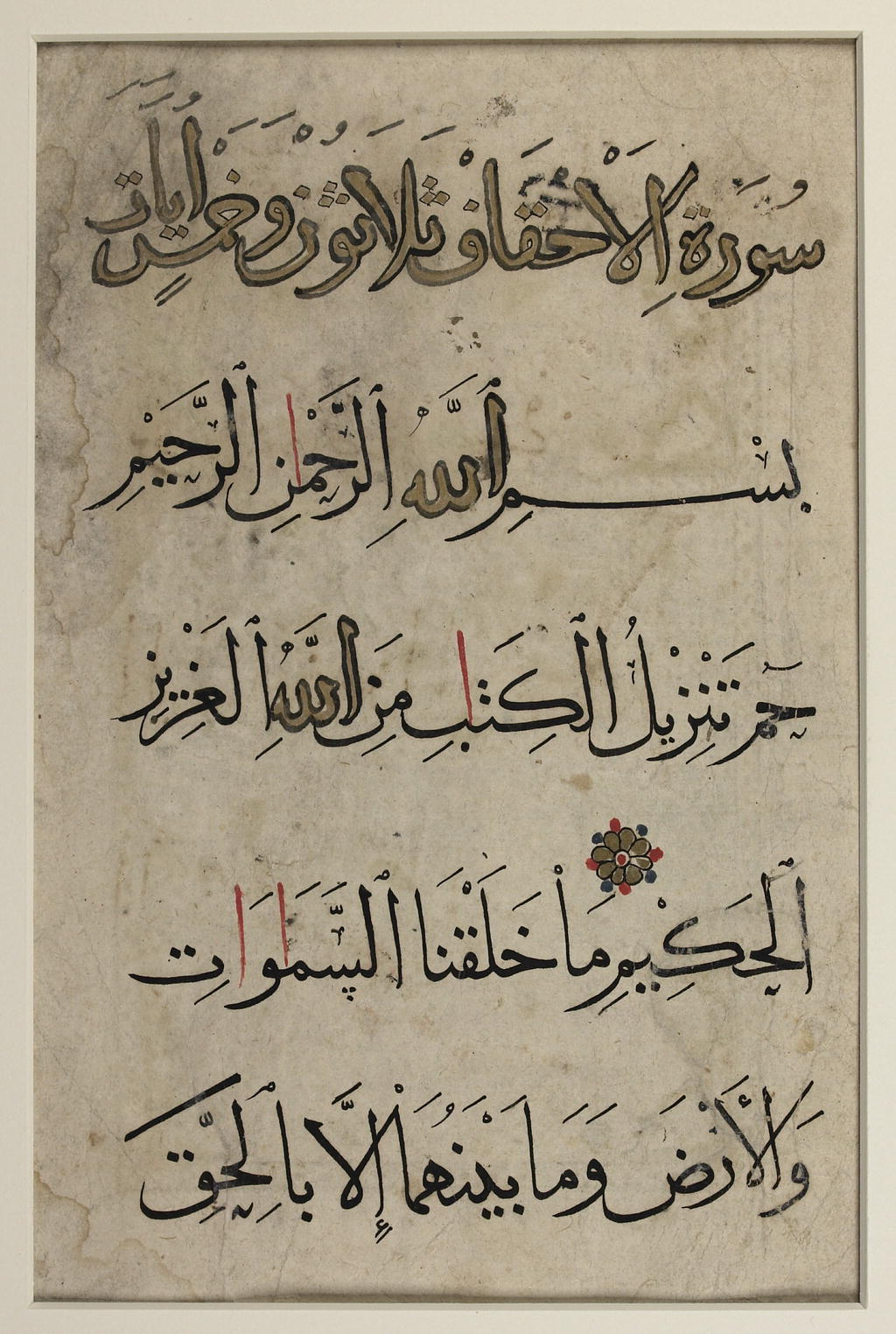
La Sura al-Ahqaf
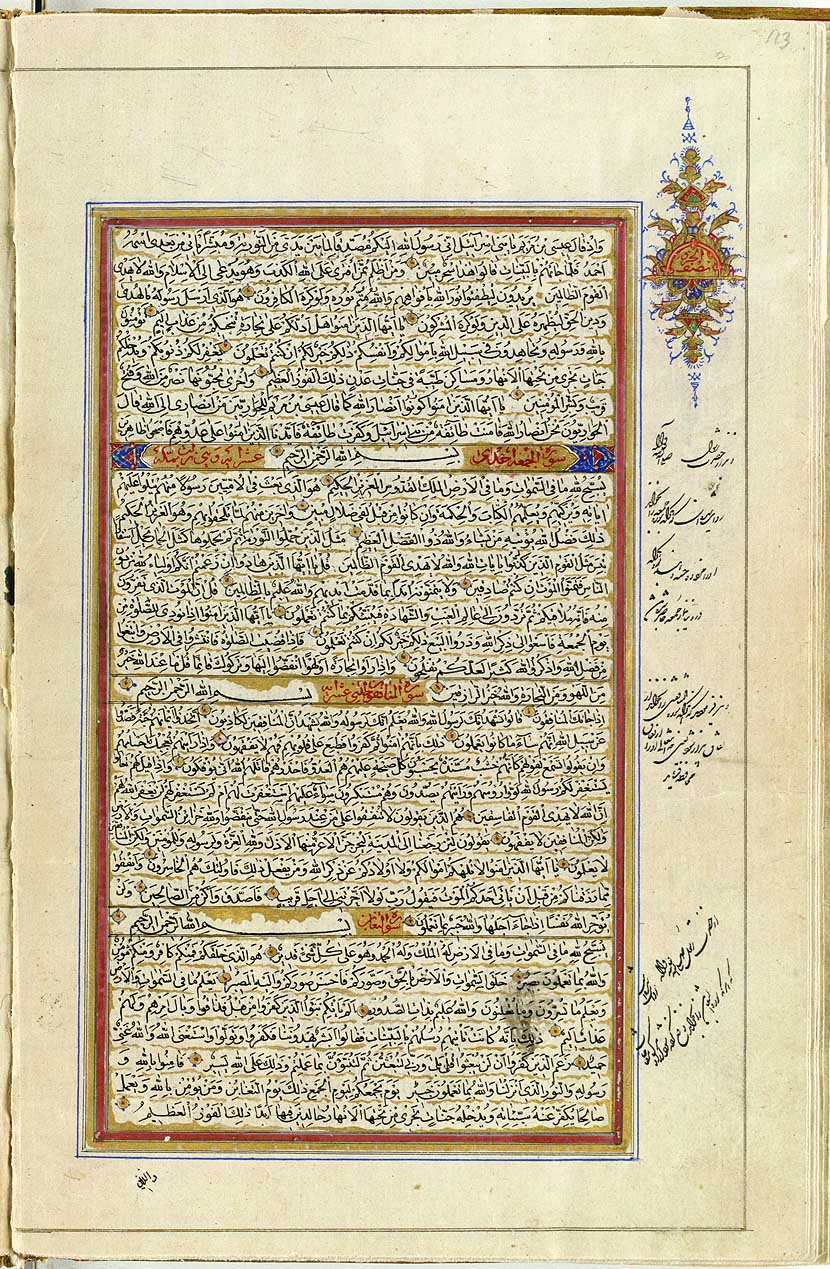
La Sura As-Saff
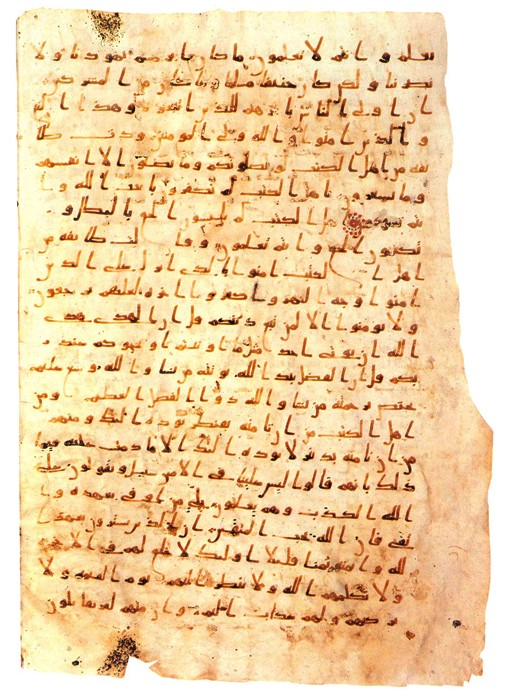
La Sura Āl ʿImrān